# Wohnbausteuer

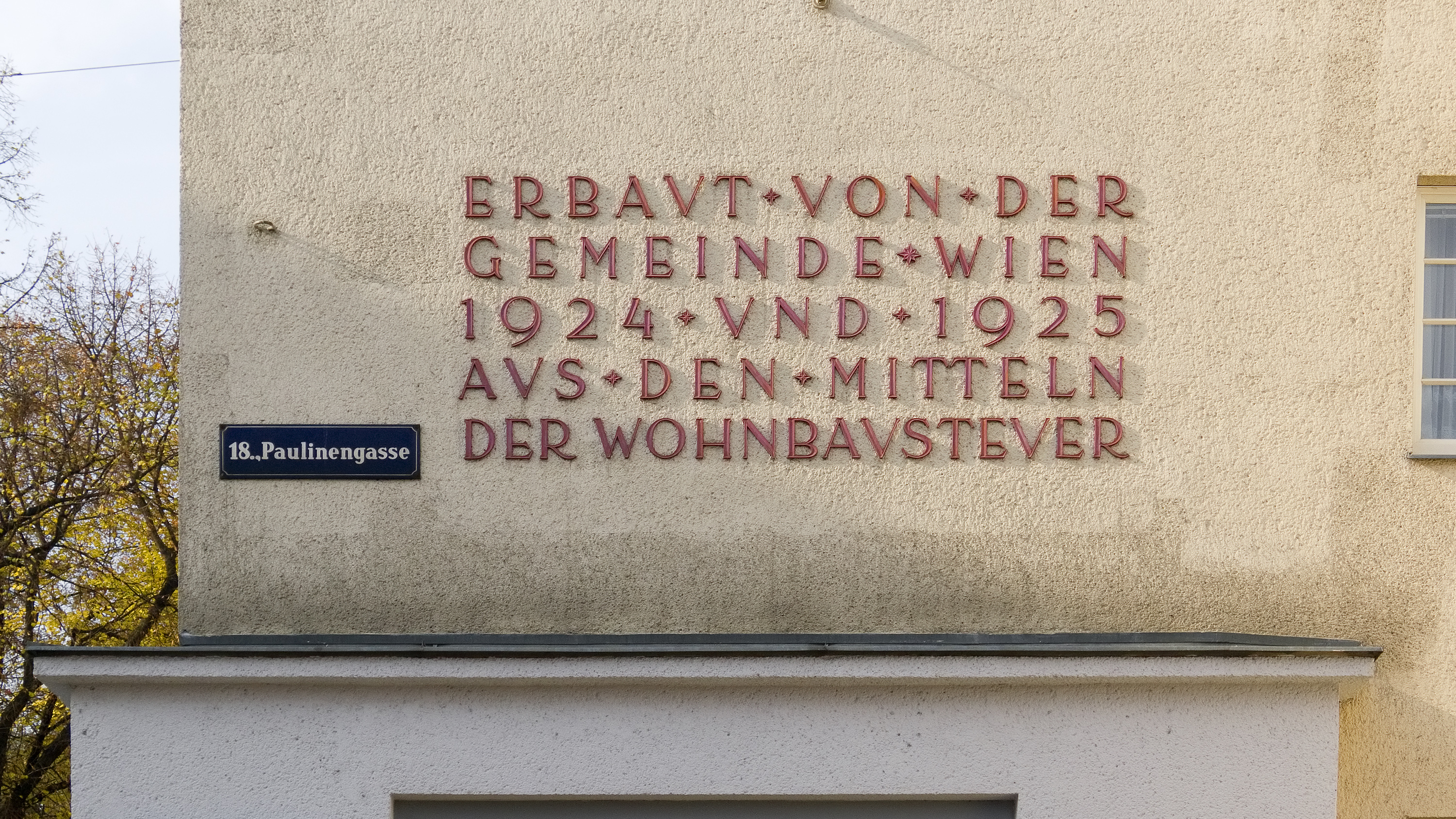
Hinweis auf die Wohnbausteuer am 1924–1925 erbauten Lindenhof

Die Wohnbausteuer war eine auf die Initiative von Robert Danneberg und Hugo Breitner zurückgehende indirekte aber stark progressive Steuer, die in der Zwischenkriegszeit (1918 bis 1939) von der Stadt Wien erhoben wurde und die zur Finanzierung der Gemeindebauten des "Roten Wien" diente. Sie war die bekannteste der heftig umstrittenen Breitner-Steuern.

## Voraussetzungen
In den letzten Jahren der Donaumonarchie war es in Wien aufgrund starken Bevölkerungswachstums zu einem Boom an privaten Zinshausbauten gekommen. Allerdings mussten für diese gründerzeitlichen Mietwohnungen hohe Mieten bezahlt werden, und aufgrund mangelnden Mieterschutzes kam es zu starken Fluktuationen der Bewohnerschaft. Mit Kriegsbeginn 1914 riss dieser Bauboom ab, zugleich verstärkte sich die Wohnungsnot dramatisch durch die hohe Zahl der Flüchtlinge, speziell aus Galizien. Unter dem Druck des Krieges sah sich die Regierung gezwungen, zur Stärkung des sozialen Zusammenhaltes und der Eindämmung der Unzufriedenheit in immer stärkerem Maße dirigistisch einzugreifen. So kam es auch 1917 zur Etablierung des Mieterschutzes durch die damals konservative Regierung. Diese weithin populäre kriegswirtschaftliche Maßnahme blieb auch nach Ende des Ersten Weltkriegs aufrecht, und führte, im Zusammenhang mit der Kriegs- und Nachkriegsinflation und der ziffernmäßigen Bindung der Mieten an den so genannten Friedenszins dazu, dass sich der Aufwand fürs Wohnen für Mieter drastisch senkte. Dies entsprach allerdings auch einer Etablierung der geschützten Miete als eigentumsähnliches Recht und der De-facto-Enteignung der Hausbesitzer. Unter diesen Umständen sank der private Bau von Mietwohnungen praktisch auf Null.

## Finanzierung der Superblocks

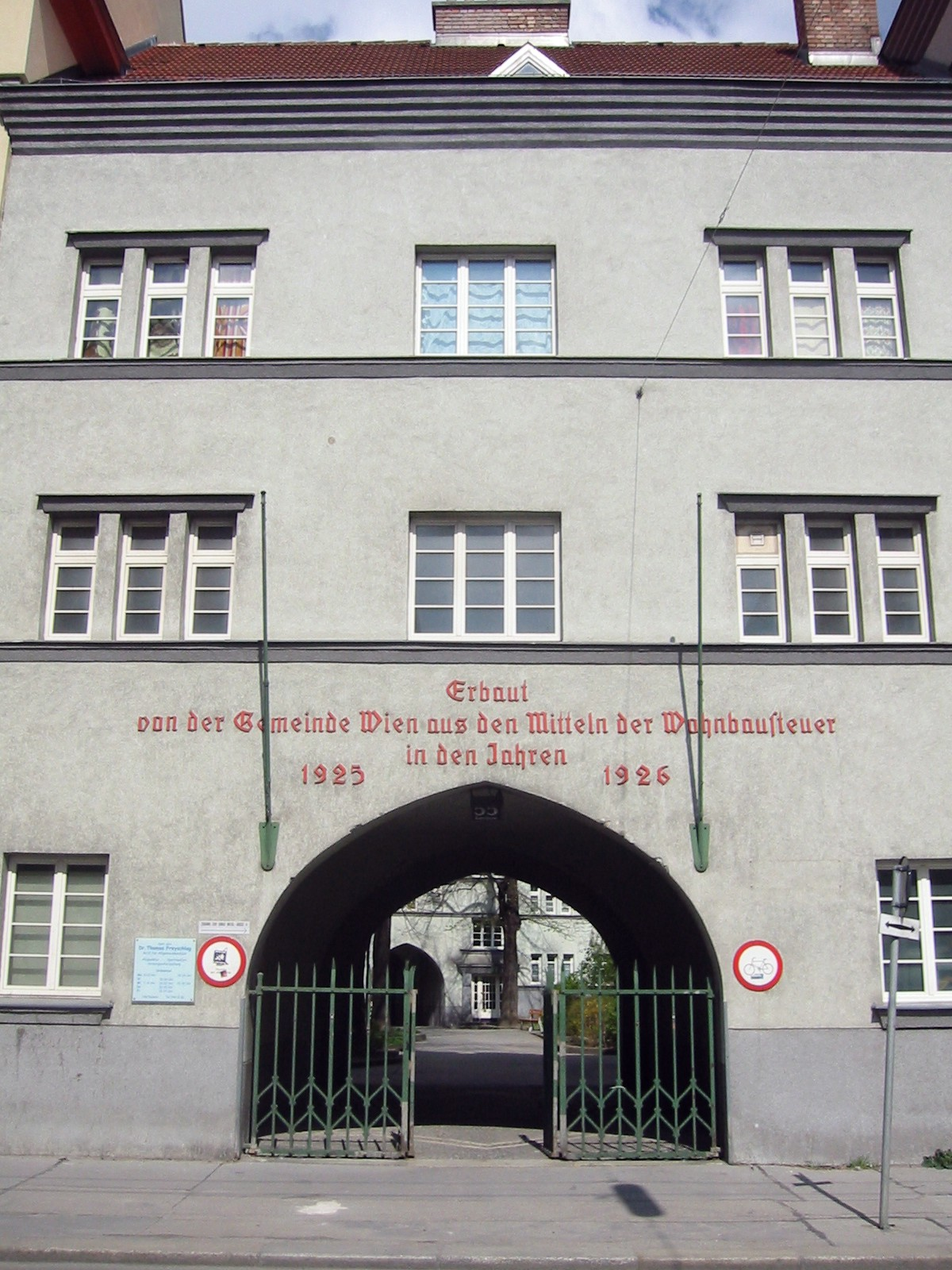
Hinweis auf die Wohnbausteuer am Anton-Schrammel-Hof in Simmering

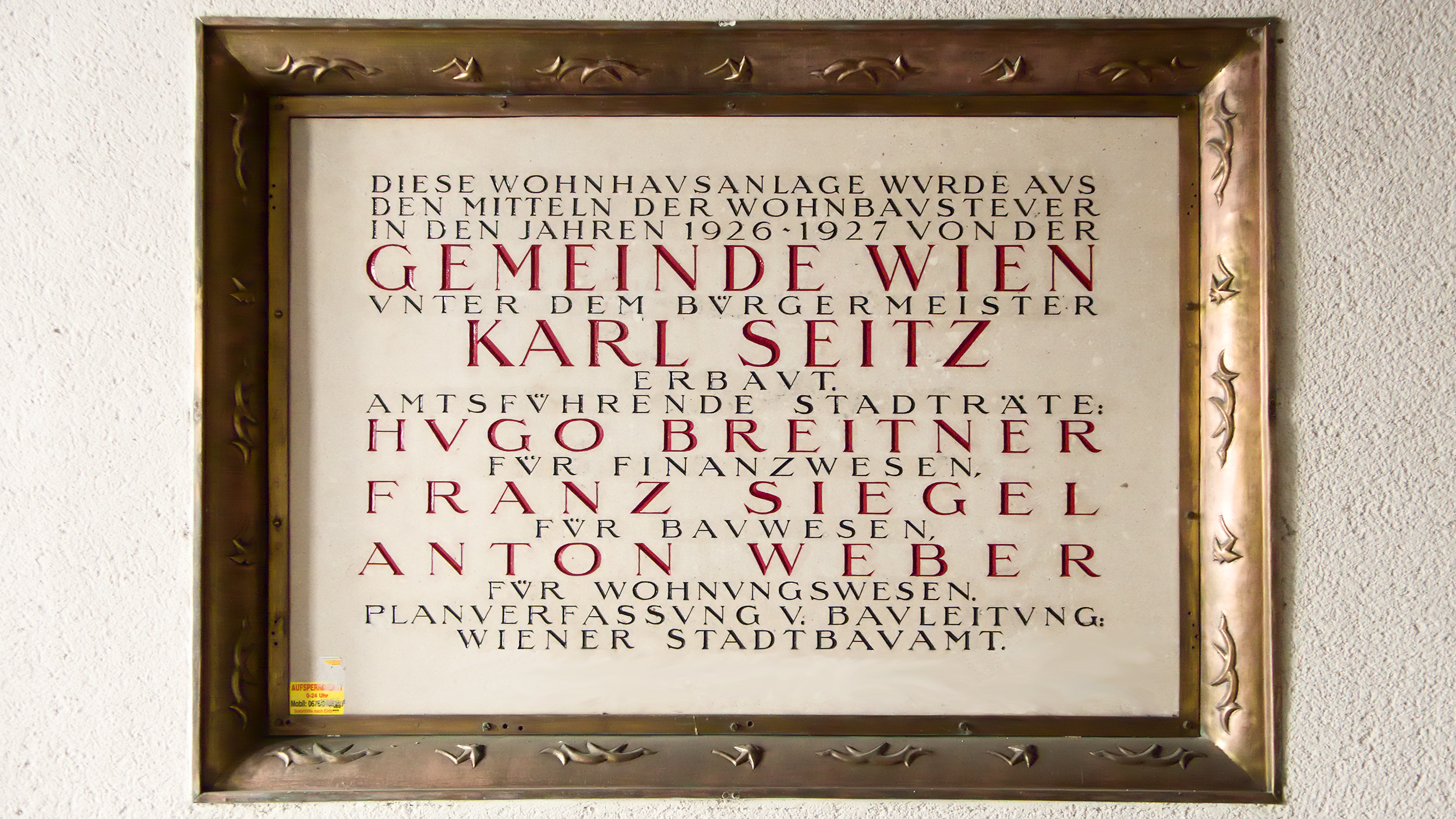
Tafel am Svoboda-Hof mit Hinweis auf die Wohnbausteuer und Nennung von Karl Seitz, Hugo Breitner, Franz Siegel und Anton Weber

Während unmittelbar nach dem Weltkrieg zunächst eher die Siedlerbewegung im Vordergrund des kommunalen Interesses stand, kam es zu Anfang der 1920er-Jahre zu einer Richtungsänderung in der neuen sozialdemokratischen Gemeindeverwaltung. Nun wurde der Bau von Großwohnanlagen favorisiert, und mit dem Gemeinderatsbeschluss vom 20. Jänner 1923 über die Einführung einer zweckgebundenen Wohnbausteuer wurde deren hauptsächliche Finanzierungsquelle geschaffen. Die Wohnbausteuer belastete alle Mietobjekte, allerdings derart gestaffelt, dass Kleinwohnungen mit 2 Prozent der Vorkriegsmiete und selbst Luxuswohnungen bloß mit über 36 Prozent der Vorkriegsmiete belastet wurden. Die teuersten 0,5 Prozent der Objekte erbrachten aber 45 Prozent der Gesamtleistung.
Die Wohnbausteuer wurde die bekannteste der insgesamt 18 so genannten Breitner-Steuern, indirekter Abgaben, die vor allem auf den Luxuskonsum zielten (Autos, Pferde, Hauspersonal, der Besuch von Vergnügungslokalen etc.).
1927 betrug der Anteil der Breitner'schen „Steuern auf Luxus und besonderen Aufwand“ knapp 65 Millionen Schilling; das entsprach etwa 36 Prozent der Wiener Steuereinnahmen und 20 Prozent der Gesamteinnahmen der Stadt.
Inflation und Mieterschutz hatten die bisherige Hausherrenschicht – häufig Gewerbetreibende – praktisch enteignet. An kommerziellen Mietwohnungsbau war unter diesen Verhältnissen nicht zu denken. Dies führte zum Einspringen der Gemeinde, deren Bautätigkeit auch als funktionales Äquivalent der nicht existenten privaten Bautätigkeit gesehen werden muss. Begünstigt wurde sie kurzfristig durch den Verfall der Grundstückspreise, der es der Gemeinde Wien ermöglichte, mit relativ geringem Aufwand große Grundstücksreserven zu erwerben, etwa den sogenannten „Drasche-Gürtel“ im Süden der Stadt, der von Meidling bis Kaiserebersdorf reichte, oder die „Frankl-Gründe“. Bis 1922 stieg der Grundbesitz der Gemeinde Wien von 5487 ha auf 57.670 ha, und Anfang 1924 war die Stadt bereits größter Grundbesitzer und verfügte über 2,6 Millionen Quadratmeter Bauland.
Auf den hier neu errichteten Superblocks – der erste war der Fuchsenfeldhof – wurden in der Folge stets Hinweise „Errichtet aus den Mitteln der Wohnbausteuer“ angebracht. Mit dem Eintritt der Weltwirtschaftskrise, der zunehmenden Beschneidung der Steuerhoheit Wiens im Finanzausgleich des Abgabenteilungsgesetzes und den politischen Veränderungen der 1930er-Jahre stieß dieses System der Wohnbaufinanzierung allerdings an seine politischen und ökonomischen Grenzen.

## Weblink
- Kommunaler Wohnbau. In: dasrotewien.at – Weblexikon der Wiener Sozialdemokratie. SPÖ Wien (Hrsg.)